# Sei Parit
Sei Parit is een bestuurslaag in het regentschap Serdang Bedagai van de provincie Noord-Sumatra, Indonesië. Sei Parit telt 1001 inwoners (volkstelling 2010).